# Eugenia libanensis
Eugenia libanensis är en myrtenväxtart som beskrevs av Ignatz Urban. Eugenia libanensis ingår i släktet Eugenia och familjen myrtenväxter. Inga underarter finns listade i Catalogue of Life.